# Chrastina Illés
Chrastina Illés, Eliáš Chrastina (Puchó, 1731 – Lőcse, 1787. november 7.) evangélikus gimnáziumi igazgató, tanár.

## Élete
Chrastina Dániel nyomdász fia volt. Tanult Modorban és Trencsénben, azután a magyar nyelv megtanulása végett Győrbe küldték szülei; 1749-ben a győri gimnáziumot elhagyván, Sopronba ment és ott hat évig tanult; ezután a Szirmay, Kubinyi és Radvánszky családoknál nevelő volt; innét 1763-ban külföldi egyetemekre ment és a jénai, majd az altdorfi egyetem hallgatója volt. 1766 decemberében az eperjesi, 1772-ben a lőcsei iskola rektora lett. Latin verseket írt.